# АСК газодобувним підприємством
АСК газодобувним підприємством (АСК ГВП) * (рос. АСУ газодобывающего предприятия (АСУ ГДП); англ. gas producing enterprise ACS; нім. ASS des Erdgassförderungsbetriebes (ASS GFB)) — у газовій промисловості — автоматизована система керування газовидобувного підприємства з координованого контролю та керування роботою свердловин, устаткувань підготовки газу (комплексної та попередньої), ділянок ко-мунікацій та подавання газу в магістральний газопровід з урахуванням оптимальних режимів роботи всього промислу (родовища) у цілому, визначення раціональних місць буріння та у підсумку одержання товарного газу за мінімізацією витрат на його підготовку; працює під керуванням та за завданням системи оперативно-диспетчерського керування підприємства «Укргазвидобування» у взаємодії з іншими АСКТП ГВП (АСК-ремонт, АСК ВГД і т. д.).